# Mount Hampden
Mount Hampden est une ville de la province du Mashonaland occidental, au Zimbabwe, située à environ dix-sept kilomètres de la capitale, Harare. 
C'est la destination d'origine de la colonne des pionniers, colonne d'exploration mise sur pied en 1890 par la British South Africa Company, prélude à la colonisation du Mashonaland et à la création de la Rhodésie. Mount Hampden est nommé d'après l'homme politique éponyme par l'explorateur Frederick Courtney Selous.
En 2012, le gouvernement du Zimbabwe avait envisagé de construire une nouvelle capitale à cet endroit. Des travaux à cette fin sont en cours au début de l'année 2020,.